# Stabat Mater (Brotons)
L'Stabat Mater, per a soprano, baríton, cor i orquestra, op. 73, va ser compost per Salvador Brotons entre el 1996 i el 2000. Es va estrenar el 15 de desembre de 2000 a l'Auditori de Barcelona amb l'Orquestra Ciutat de Barcelona i Nacional de Catalunya, dirigida per Edmon Colomer, i els cors Càrmina i Lieder Càmera. Té una durada d'uns 40 minuts.

## Moviments
Brotons escurça els dotze moviments habituals en només set:
- 1.Stabat Mater (Soprano i cor)
- 2.Qui est homo (Baríton)
- 3.Pro peccatis (Cor)
- 4.Eia mater (Soprano)
- 5.Sancta mater (Soprano, baríton i cor)
- 6.Inflammatus et accensus (Cor)
- 7.Quando corpus morietur (Cor)

## Recepció
L'obra va captivar el públic present a l'Auditori, obtenint una resposta entusiasta. La soprano Joana Llabrés va destacar per la seva expressivitat a l’Eia Mater, mentre que el baix Josep Pieres va defensar amb solvència el Qui est homo. El dia de l'estrena se'n va fer la gravació en directe.

## Música
Stabat Mater és una de les creacions més ambicioses de Brotons, obra en què va treballar durant quatre anys, entre 1996 i el 2000. És una composició d’intensa càrrega emocional que reflecteix la profunditat de l’experiència humana i transmet una visió transcendental de l’eternitat.
Brotons abraça la tonalitat sense reserves, utilitzant-la amb naturalitat i, sovint, combinant-la de manera politonal, recordant l'estil de Britten o fins i tot Hindemith. El compositor integra les influències d'altres autors que han musicat el Stabat Mater en el seu llenguatge propi, demostrant una capacitat creativa que transforma l'experiència acumulada en una expressió personal i autèntica. Com Stravinski a la seva Simfonia dels salms, Brotons explora l’efecte plàstic del text llatí.
L'obra es construeix amb un contrast expressiu entre els seus moviments: el primer i el cinquè destaquen per la seva densitat i dramatisme, mentre que el segon i el quart adopten un caràcter més introspectiu i serè. En canvi, el tercer i el sisè es caracteritzen per la seva energia i dinamisme, amb un cor i una orquestra que evoquen una intensitat vital extraordinària. El moviment final, Quando corpus morietur, és el clímax de tota la composició. Segons Brotons «és la culminació de tot el procés. La música i el text pertanyen a un altre món. Es comença amb una visió etèria, confusa i llunyana del traspàs de l’ànima a la vida eterna. Després s’hi introdueix un nou tema que simbolitza la visió d’un món just, bonic, plaent, on tota la humanitat s’uneix per viure eternament».
L'orquestra simfònica assumeix un rol fonamental en la peça, aportant profunditat i intensitat emocional a la narració musical. La seva escriptura busca transmetre amb força el patiment i la compassió implícits en el text, convidant l’oient a una escolta immersiva i reflexiva.

## Instrumentació
L'obra està escrita per a 3 flautes (amb flautí opcional), 3 oboès (amb corn anglès opcional), 3 clarinets (amb clarinet baix opcional), 2 fagots, 4 trompes, 2 trompetes, 3 trombons, 1 tuba, piano, arpa, timbales, 3 percussions i cordes.